# Tris(2-ethylhexyl)fosfaat
Tris(2-ethylhexyl)fosfaat is een organische verbinding met als brutoformule C24H51O4P. De stof komt voor als een viskeuze, kleurloze vloeistof, die onoplosbaar is in water.

## Toepassingen
De stof wordt gebruikt als lijmcomponent in sluitingen van voedingsverpakkingen. Handelsnamen van de stof zijn Disflamoll-tof, Flexol-tof en Kronitex-tof.
Tris(2-ethylhexyl)fosfaat wordt ook gebruikt als alkylering-reagens voor heterocyclische stikstofverbindingen, als organisch oplosmiddel en als vlamvertragende weekmaker.

## Toxicologie en veiligheid
De stof ontleedt bij verhitting, met vorming van giftige dampen, onder andere fosfine en fosforoxiden. Ze reageert met oxiderende stoffen.
De stof is irriterend voor de ogen en de huid.